# Kelly Gadea
Pour les articles homonymes, voir Gadea.

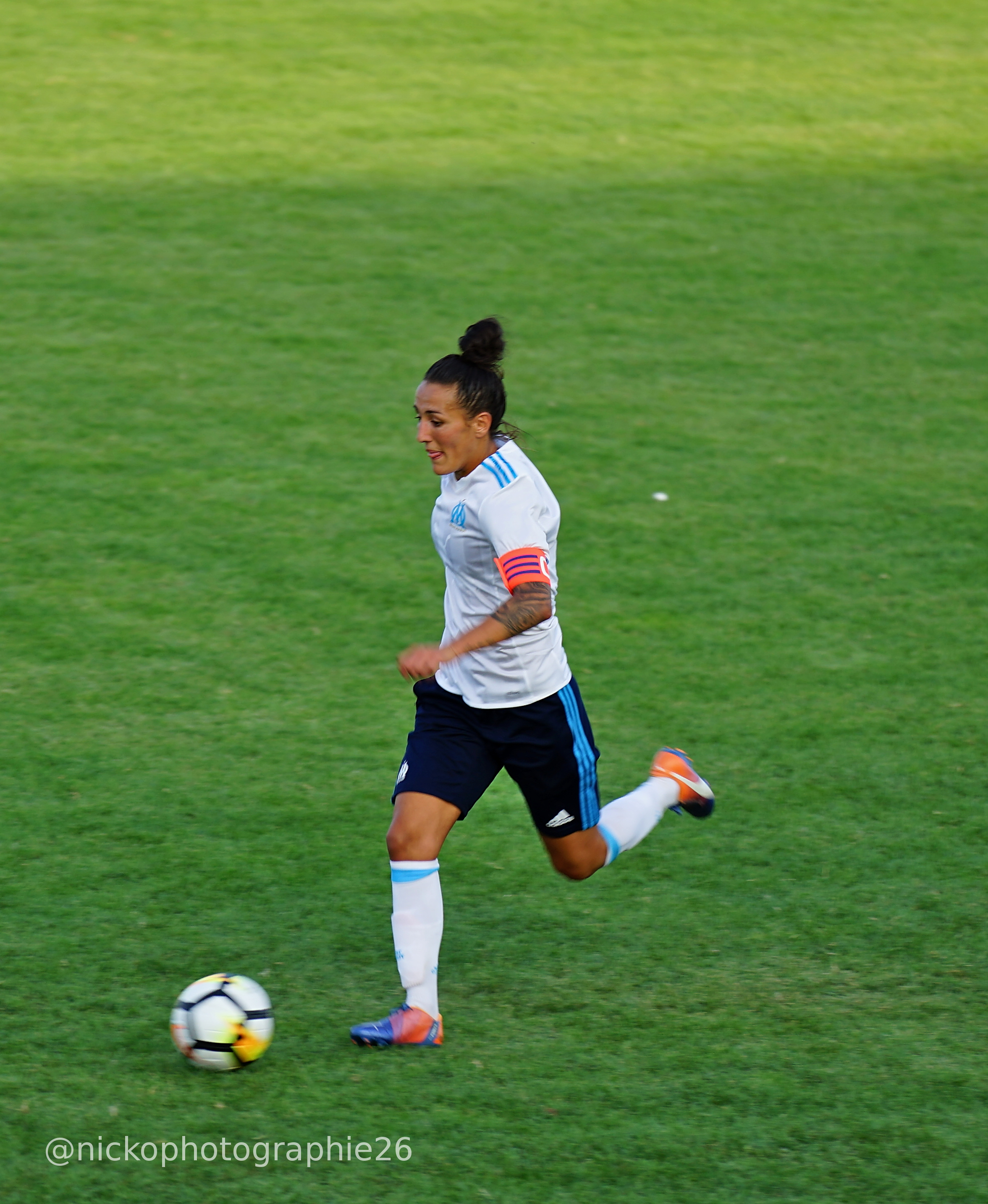
Kelly Gadea en 2017 avec l'OM.

Kelly Gadea, née le 16 décembre 1991 à Nîmes, est une footballeuse internationale française évoluant au poste de défenseure. Elle a pris sa retraite en juillet 2023.

## Biographie

### En club
Elle fait sa première apparition dans le groupe professionnel à seulement 15 ans, et s'impose rapidement comme une joueuse d'avenir. Elle choisit pourtant de partir pour l'AS Saint-Etienne, un club avec moins de concurrence afin d'obtenir plus de temps de jeu. De retour en 2010 au Montpellier Hérault SC, elle s'impose dans la défense montpelliéraine dès sa première saison. En 2012, elle participe à la finale de la Coupe de France, perdue face à l'Olympique lyonnais sur le score de deux buts à un.
En décembre 2020, elle rejoint l'ASJ Soyaux.
Elle prend sa retraite en 2023.

### En équipe nationale
Kelly Gadea totalise cinq capes avec l'équipe de France. Après avoir connu sa première sélection en octobre 2011, elle participe au Tournoi de Chypre, remporté par les Françaises face au Canada.

## Statistiques et palmarès
| Saison                | Club                   | Championnat           | Championnat | Championnat | Coupe(s) nationale(s) | Coupe(s) nationale(s) | Total | Total |
| Saison                | Club                   | Division              | M.          | B.          | M.                    | B.                    | M.    | B.    |
| 2005-2006             | Montpellier HSC        | Division 1            | 1           | 0           |                       |                       | 1     | 0     |
| 2006-2007             | Montpellier HSC        | Division 1            | 12          | 0           |                       |                       | 12    | 0     |
| Sous-total            | Sous-total             | Sous-total            | 13          | 0           |                       |                       | 13    | 0     |
| 2007-2008             | RC Saint-Étienne       | Division 1            | 2           | 0           |                       |                       | 2     | 0     |
| 2008-2009             | RC Saint-Étienne       | Division 1            | 19          | 7           | 3                     | 1                     | 22    | 8     |
| 2009-2010             | AS Saint-Étienne       | Division 1            | 21          | 0           | 2                     | 1                     | 23    | 1     |
| Sous-total            | Sous-total             | Sous-total            | 42          | 7           | 5                     | 2                     | 47    | 9     |
| 2010-2011             | Montpellier HSC        | Division 1            | 22          | 1           | 6                     | 3                     | 28    | 4     |
| 2011-2012             | Montpellier HSC        | Division 1            | 22          | 9           | 6                     | 1                     | 28    | 10    |
| 2012-2013             | Montpellier HSC        | Division 1            | 18          | 0           | 4                     | 0                     | 22    | 0     |
| 2013-2014             | Montpellier HSC        | Division 1            | 16          | 1           | 3+                    | 0                     | 19    | 1     |
| 2014-2015             | Montpellier HSC        | Division 1            | 22          | 4           | 6                     | 0                     | 28    | 4     |
| 2015-2016             | Montpellier HSC        | Division 1            | 16          | 0           | 4                     | 2                     | 20    | 2     |
| Sous-total            | Sous-total             | Sous-total            | 116         | 15          | 29                    | 6                     | 145   | 21    |
| 2016-2017             | Olympique de Marseille | Division 1            | 22          | 3           | 1                     | 0                     | 23    | 3     |
| 2017-2018             | Olympique de Marseille | Division 1            | 21          | 1           | 2                     | 0                     | 23    | 1     |
| Sous-total            | Sous-total             | Sous-total            | 43          | 4           | 3                     | 0                     | 46    | 4     |
| 2018-2019             | FC Fleury 91           | Division 1            | 17          | 3           | 2                     | 0                     | 19    | 3     |
| 2019-2020             | FC Fleury 91           | Division 1            | 16          | 2           | 1                     | 0                     | 17    | 2     |
| Sous-total            | Sous-total             | Sous-total            | 33          | 5           | 3                     | 0                     | 36    | 5     |
| Total sur la carrière | Total sur la carrière  | Total sur la carrière | 247         | 31          | 40                    | 8                     | 287   | 39    |

| Date              | Adversaire | Score | Compétition    | Lieu                                   | Commentaires                        |
| ----------------- | ---------- | ----- | -------------- | -------------------------------------- | ----------------------------------- |
| 26 octobre 2011   | Israël     | 5-0   | Élim. Euro     | Stade de l'Aube, Troyes, France        | Remplaçante (entre à la 46e minute) |
| 15 février 2012   | Pays-Bas   | 2-1   | Match amical   | Stade des Costières, Nîmes, France     | Remplaçante (entre à la 82e minute) |
| 28 février 2012   | Suisse     | 3-0   | Tournoi amical | Stade GSP, Nicosie, Chypre             | Remplaçante (entre à la 65e minute) |
| 11 juillet 2012   | Russie     | 3-0   | Match amical   | Stade Pierre-Brisson, Beauvais, France | Remplaçante (entre à la 76e minute) |
| 16 septembre 2016 | Brésil     | 1-1   | Match amical   | Stade des Alpes, Grenoble, France      | Titulaire                           |

## Palmarès
- Vice-championne de France en 2006 et en 2007.
- Finaliste de la Coupe de France en 2011, 2012 et 2015.